# Giuditta con la sua ancella (Artemisia Gentileschi Detroit)
Giuditta e la sua ancella è un dipinto a olio su tela (182,2x142,2 cm) realizzato tra il 1625 e il 1627 dalla pittrice italiana Artemisia Gentileschi. È conservato nel Detroit Institute of Arts.

## L'opera
Il tema biblico di Giuditta ed Oloferne è stato ripreso più volte da Artemisia Gentileschi, sia nella versione più drammatica dell'atto della decapitazione, sia - come in questa tela - quando Giuditta e la sua ancella si accingono a fuggire dalla tenda del generale ucciso e dal campo nemico.
Lo stesso soggetto, delle due donne che stanno in trepidazione, attente a cogliere il momento della fuga era già stato dipinto da Artemisia nella tela di Palazzo Pitti, durante il suo periodo fiorentino.
In questa tela la pittrice, ritornata a Roma, dà prova - come sempre avvenne nel corso degli spostamenti che caratterizzarono la sua vita - di sapersi adattare alle novità stilistiche che vi avevano luogo. Tra le novità di rilievo, soprattutto ad opera dei pittori nordici scesi a Roma sulle orme di Caravaggio, Artemisia poté cogliere la interpretazione del tenebrismo caravaggesco attraverso la rappresentazione di scene notturne, rischiarate solo dal lume di una candela. Vanno citati, riguardo a questo genere, soprattutto Gerrit van Honthorst (ribattezzato a Roma Gerardo delle Notti) e quel pittore che sino a pochi anni fa era noto come il Maestro del lume di candela.
Il quadro è considerato tra gli impegni artistici più riusciti della pittrice romana. Le due donne si muovono con  perfetta intesa: l'ancella inginocchiata avvolge - con gesti meccanici e voltando lo sguardo altrove - la testa di Oloferne in un telo che dovrà portare con sé; Giuditta, nel suo elegante abito di seta gialla ed il capo ornato di gioielli, deve nascondere la spada con cui ha ucciso il generale nemico, e sembra, con una mano, voler oscurarsi il volto dal lume della candela, quasi a proteggere la fuga.
Artemisia Gentileschi ebbe in vita fama di saper dipingere con grande maestria nature morte; ma non si conoscono oggi suoi dipinti di questo genere. Dobbiamo dedurne la bravura dai particolari degli oggetti che compaiono nei suoi dipinti. In questo caso - segno di un gusto, squisitamente seicentesco – l'impugnatura finemente lavorata della spada (più esatto sarebbe dire la scimitarra) ed il guanto dell'armatura che Oloferne, spogliandosi, ha posto sul tavolino, accanto al portacandela.